# Tricentrus nigrifrons
Tricentrus nigrifrons är en insektsart som beskrevs av Kato 1928. Tricentrus nigrifrons ingår i släktet Tricentrus och familjen hornstritar. Inga underarter finns listade i Catalogue of Life.